# Edwardsburg
Edwardsburg est un village situé dans l’État américain du Michigan. La population du village est de 1 552 habitants.